# Прокопенко Федір Филимонович
Федір Филимонович Прокопенко (1901, село Мартиновичі Київської губернії, тепер зняте із обліку село Поліського району Київської області — 28 жовтня 1973, місто Луцьк Волинської області) — український радянський діяч, голова Луцького міськвиконкому.

## Біографія
Трудову діяльність розпочав у 1912 році. З 1920 року працював у сільському господарстві на Київщині. Служив у Червоній армії.
З 1924 по 1940 рік працював на господарській і радянській роботі в Хабненському (Кагановичському) районі Київської області.
Член ВКП(б) з 1931 року.
З січня по квітень 1940 року — заступник завідувача відділу торгівлі міста Луцька, з квітня по листопад 1940 року — директор міжобласної торгової бази міста Луцька Волинської області.
У 1940—1941 роках — голова виконавчого комітету Мацеївської районної ради депутатів трудящих Волинської області.
Під час німецько-радянської війни працював заступником голови виконавчого комітету Семиозерної районної ради депутатів трудящих Кустанайської області Казахської РСР.
У квітні 1944 — лютому 1945 року — голова виконавчого комітету Луцької міської ради депутатів трудящих Волинської області.
У 1945—1955 роках — уповноважений Ради в справах релігійних культів при виконавчому комітеті Волинської обласної ради депутатів трудящих.
Потім — персональний пенсіонер республіканського значення в місті Луцьку.